# Jalkaraburra alta
Genre
Espèce
Jalkaraburra alta, unique représentant du genre Jalkaraburra, est une espèce d'araignées aranéomorphes de la famille des Desidae.

## Distribution
Cette espèce est endémique du Queensland en Australie. Elle se rencontre entre 1 054 et 1 560 m dans les monts Bellenden Ker et Massey.

## Description
La carapace de la femelle holotype mesure 3,4 mm de long sur 2,2 mm de large et l'abdomen 3,3 mm de long sur 2,5 mm de large. La carapace du mâle paratype mesure 2,4 mm de long sur 1,6 mm de large et l'abdomen 2,3 mm de long sur 1,3 mm de large.

## Publication originale
- Davies, 1998 : A revision of the Australian metaltellines (Araneae: Amaurobioidea: Amphinectidae: Metaltellinae). Invertebrate Taxonomy, vol. 12, no 2, p. 211-243.